# 根本和也
根本 和也（ねもと かずや、1993年8月20日 - ）は、神奈川県川崎市中原区出身の元プロ野球選手（捕手）。千葉ロッテマリーンズに所属するチームスタッフ（ブルペン捕手）。
中高大で球歴がないながらもNPB入りを目指した、異色な経歴を持つ野球選手だった。ニックネームは「ねもい」。

## 経歴
川崎市立東住吉小学校2年生のときから野球を始め、「木月住吉町少年野球チーム」に所属し、投手や三塁手としてプレー。6年生のときには中原区選抜選手にもなった。しかし、進学した川崎市立今井中学校に野球部がなかったため、バレーボール部に入部。セッターとして活躍し、市大会を勝ち抜き、県大会にも出場した。高校生時代からテニスを始めソフトテニス部に所属し、都内で上位の成績を収めた。一浪して一般入試で合格した立教大学でも体育会ソフトテニス部に所属。リーグ2部での半世紀ぶりの優勝に貢献したほか、2016年には全日本大学対抗ソフトテニス選手権大会に出場している（1回戦敗退）。大学時代の同学部だった野球選手に澤田圭佑、田村伊知郎がいる。
大学卒業後は神奈川トヨタ自動車に就職。社業に専念していたが、野球の楽しさが蘇り、やるなら今しかないという思いで、2017年7月に退職。ピザ屋で配達のアルバイトをしながら、やるからにはプロを目指したいという気持ちでクラブチームに入団し、初めて本格的に硬式野球に取り組み始めた。当初は外野手だったが、2018年4月に捕手に転向。
国内のトライアウトを受け続け、2018年12月1日に開催された関西独立リーグのトライアウトにて能力の高さと可能性が評価され、2019年より同リーグに新規参戦する堺シュライクスへの入団が決定、球団初代選手の一員となった。2019年の開幕戦には出場したが、シーズン中は一度も出塁できず、2019年10月11日に退団が発表された。
2019年11月7日、この年より開催されたワールドトライアウト2019予選トライアウトに出場し、予選を通過。11月30日の本選（明治神宮野球場）では、第1試合、第2試合ともに8番・捕手で先発出場した。2020年2月8日には、ベースボール・チャレンジ・リーグ（ルートインBCリーグ）のトライアウトに参加。一次テストは通過したものの、即日に開かれたドラフト会議では指名されなかった。しかし、同年より同リーグに新規参戦する地元球団・神奈川フューチャードリームスより練習生としてオファーされ、根本はそれを快諾。同年3月13日に、球団より練習生契約締結が発表された。
練習生として無給でブルペン捕手の役を担っていたが、キャッチングの上達など守備面が評価され、8月20日、正式な選手契約を結んだことが発表された。9月12日の対埼玉武蔵ヒートベアーズ戦（フラワースタジアム）でBCL公式戦初出場。10月5日の対埼玉戦（バッティングパレス相石スタジアムひらつか）では、根本と同じく高校と大学で野球部未入部である杉浦健二郎との異色バッテリーが実現。2回には公式戦初打点となる2点適時打を放ち、1回に失点を許した杉浦の負けを帳消しにする活躍を見せた。しかし、経験不足から、正式な選手契約後も捕手登録が根本のみでもほかのポジションの選手が本塁を守ることが多く、あまり出場機会には恵まれなかった。オフに入った11月5日、神奈川から自由契約を言い渡され、退団が発表された。
他球団のトライアウトなどを受けて、挑戦を続ける意向を示し、2021年2月27日には神奈川と同じリーグに所属する茨城アストロプラネッツの球団トライアウトに参加。トライアウトに合格し、3月1日、茨城に練習生として入団することが発表された。茨城では選手契約には至らず、4月30日に自由契約となり退団した。
茨城退団後の5月からは同リーグの埼玉武蔵ヒートベアーズのブルペン捕手を務め、同月に24日には同球団に練習生として入団することが発表された。6月4日には正式な選手契約を結んだ。7月3日に練習生契約に戻ったが、8月14日に再度選手契約に変更された。最終的に5試合に出場したが、一度も出塁できずにシーズンを終えた。10月7日に任意引退での退団が発表された。
2023年シーズンからは、NPB・千葉ロッテマリーンズにチームスタッフとして雇用され、用具補佐兼ブルペン捕手（二軍）を務める。

## 選手としての特徴・人物
野球経験が少ないながらも、遠投は100m、50m走は6秒3という身体能力の持ち主。「捕手なら多くのことを学べる」という理由で、2018年4月より外野手から捕手に転向した。
野球を始めるのが遅く、年齢が選考で不利になることもあるという現実の厳しさを受け入れた上でNPBのプロ野球選手を目指していた。神奈川からの退団後のSportivaの取材に対しては「自分の挑戦は、似たような境遇にある選手に門戸を開くことができたのではないかと思っています」と、タウンニュースの取材に対しては「スポーツは年齢が判断材料になってしまうが、伸びしろは人によると信じている。可能性がある限り諦めたくない」と語っている。
憧れの選手として、伊藤光、ホセ・アルトゥーベ、ダルビッシュ有、里崎智也を挙げる。
ニックネームの「ねもい」は堺シュライクス時代、ファンのツイートにリプライを返したことがきっかけである。
バドミントン出身の杉浦健二郎とは神奈川で2回バッテリーを組んだが、杉浦からは「自分と同じラケットを手に動き回っていた方なので、阿吽の呼吸とでも言うのでしょうか、気持ちは伝わりやすかったです」と語られている。
ソフトテニス部出身の独立リーガーという異色な経歴から、ソフトテニス・マガジン2020年12月号にてインタビュー記事が組まれた。

## 詳細情報

### 独立リーグでの打撃成績
| 年 度    | 球 団    | 試 合 | 打 席 | 打 数 | 得 点 | 安 打 | 二 塁 打 | 三 塁 打 | 本 塁 打 | 塁 打 | 打 点 | 盗 塁 | 盗 塁 死 | 犠 打 | 犠 飛 | 四 球 | 敬 遠 | 死 球 | 三 振 | 併 殺 打 | 打 率 | 出 塁 率 | 長 打 率 | O P S |
| -------- | -------- | ----- | ----- | ----- | ----- | ----- | -------- | -------- | -------- | ----- | ----- | ----- | -------- | ----- | ----- | ----- | ----- | ----- | ----- | -------- | ----- | -------- | -------- | ----- |
| 2019     | 堺       | 5     | 5     | 5     | 0     | 0     | 0        | 0        | 0        | 0     | 0     | 0     | 0        | 0     | 0     | 0     | -     | 0     | 4     | 0        | .000  | .000     | .000     | .000  |
| 2020     | 神奈川   | 6     | 9     | 8     | 0     | 2     | 0        | 0        | 0        | 2     | 2     | 0     | 0        | 1     | 0     | 0     | -     | 0     | 3     | 0        | .250  | .250     | .250     | .500  |
| 2021     | 埼玉     | 5     | 4     | 3     | 0     | 0     | 0        | 0        | 0        | 0     | 0     | 0     | 0        | 1     | 0     | 0     | -     | 0     | 2     | 0        | .000  | .000     | .000     | .000  |
| KDL：1年 | KDL：1年 | 5     | 5     | 5     | 0     | 0     | 0        | 0        | 0        | 0     | 0     | 0     | 0        | 0     | 0     | 0     | -     | 0     | 4     | 0        | .000  | .000     | .000     | .000  |
| BCL：2年 | BCL：2年 | 11    | 13    | 11    | 0     | 2     | 0        | 0        | 0        | 2     | 2     | 0     | 0        | 2     | 0     | 0     | -     | 0     | 5     | 0        | .182  | .182     | .182     | .364  |

- 2021年度シーズン終了時点

### 背番号
- 46 （2019年）
- 24 （2020年8月20日 - シーズン終了時）
- 67 （2020年6月4日 - 2021年）
- 102 （2023年 - ）